# Persoonia papillosa
Persoonia papillosa är en tvåhjärtbladig växtart som beskrevs av Peter Henry Weston. Persoonia papillosa ingår i släktet Persoonia och familjen Proteaceae. Inga underarter finns listade i Catalogue of Life.